# Dana Chladeková
Dana Chladeková (* 27. prosince 1963 Děčín), rodným jménem Chládková, je bývalá americká vodní slalomářka československého původu, kajakářka závodící v kategorii K1.
Na mistrovstvích světa získala v individuálních závodech K1 dvě stříbrné medaile (1989, 1991), ze závodů hlídek si přivezla dvě stříbra (1989, 1993) a dva bronzy (1987, 1991). V roce 1988 vyhrála celkové pořadí premiérového ročníku Světového poháru v kategorii K1. Na Letních olympijských hrách 1992 v Barceloně vybojovala bronzovou medaili, v Atlantě 1996 získala stříbro.
Do USA emigrovala z Československa společně s rodiči v roce 1968.